# Carlephyton
Carlephyton Jum. – rodzaj bylin, geofitów, należący do rodziny obrazkowatych, liczący 3 gatunki endemiczne dla północnego Madagaskaru, zasiedlające wypełnione ściółką szczeliny w skałach wapiennych. Nazwa naukowa rodzaju została nadana na cześć francuskiego szefa administracji kolonialnej na Madagaskarze z początku XX wieku, Georges'a Carle, do nazwiska którego dodano pochodzące z języka greckiego słowo phyton, oznaczające roślinę.

## Charakterystyka
W okresie wegetacyjnym z podziemnych bulw pędowych wyrasta od 1 do 3 kwiatostanów typu kolbiastego pseudancjum. Razem z nimi lub później rośliny tworzą 1-2 liście o sercowatej blaszce. Pochwa kwiatostanu nie jest zwężona. Kolba, w dolnej części, pokrytej kwiatami żeńskimi, przyrasta do pochwy. W górnej części pokryta jest wydłużonymi, synandrycznymi, 1-6-pręcikowymi kwiatami męskimi. Pręciki całkowicie zrośnięte brzegami pylników lub częściowo zrośnięte w górnej części nitek pręcików, z wolnymi pręcikami. Niekiedy między strefami kwiatów poszczególnych płci pojawia się kilka kwiatów obupłciowych. W przypadku C. glaucophyllum wszystkie kwiaty w strefie "żeńskiej" są biseksualne. Owocami są pomarańczowo-czerwone jagody. Liczba chromosomów 2n = 54.

## Systematyka
Pozycja rodzaju według Angiosperm Phylogeny Website (aktualizowany system APG IV z 2016)Należy do plemienia Arophyteae, podrodziny Aroideae, rodziny obrazkowatych, rzędu żabieńcowców w kladzie jednoliściennych.
Pozycja rodzaju według Crescent Bloom (system Reveala z lat 1993–1999)Gromada okrytonasienne (Magnoliophyta Cronquist), podgromada Magnoliophytina (Frohne & U. Jensen ex Reveal), klasa jednoliścienne (Liliopsida Brongn.), podklasa obrazkowe (Aridae Takht.), nadrząd obrazkopodobne (Aranae Thorne ex Reveal), rząd obrazkowce (Arales Dumort.), rodzina obrazkowate (Araceae Juss.).
Gatunki
- Carlephyton diegoense Bogner
- Carlephyton glaucophyllum Bogner
- Carlephyton madagascariense Jum.